# Hyposcada attilodes
Espèce
Hyposcada attilodes est une espèce de papillons de la famille des Nymphalidae, de la sous-famille des Danainae et du genre Hyposcada.

## Systématique
L'espèce Hyposcada attilodes a été décrite en 1918 par l'entomologiste britannique William James Kaye (d) (1875-1967), .

## Description
Hyposcada attilodes est un papillon à corps fin, aux ailes antérieures à bord interne concave. Les ailes sont de couleur marron avec des plages et des taches transparentes, aux ailes antérieures une plage triangulaire depuis la base et des taches surtout dans l'aire postdiscale et aux ailes postérieures une bande postdiscale transparente formée de taches séparées par les veines.
Son envergure est d'environ 64 mm.

## Écologie et distribution
Hyposcada attilodes est présent en Bolivie.

### Protection
Pas de statut de protection particulier.

## Publication originale
- (en) W. J. Kaye, « XII.—New species and races of Ithomiinæ in the Joicey Collection », Annals and Magazine of Natural History, Londres, Taylor & Francis, vol. 1, no 1,‎ janvier 1918, p. 77–86 (ISSN 0374-5481, OCLC 1481361, DOI 10.1080/00222931808562291, lire en ligne).